# Kleine Welt: Eine Akademische Romanze
Kleine Welt: Eine Akademische Romanze (engl.: Small World: An Academic Romance) ist der 1984 erschienene zweite Teil der „Campus-Trilogie“ des englischen Schriftstellers und Literaturwissenschaftlers David Lodge. Ihm voran geht der 1975 veröffentlichte Roman Ortswechsel (engl.: Changing Places: A Tale Of Two Campuses) und im Jahr 1988 folgte der dritte Teil Saubere Arbeit (engl.: Nice Work). Alle drei Teile lassen sich dem Genre des Universitätsromans zuordnen, da sie eine Handlung beschreiben, welche sich in akademischen Kreisen und oft am Campus einer Universität abspielt.
Die Ereignisse in Kleine Welt beschränken sich aber nicht nur auf den Campus einer Universität und auch nicht auf zwei, wie in Ortswechsel. Schauplatz dieses Romans ist der „globale Campus“, und somit diverse Universitäten und Tagungszentren überall auf der Welt. Der Zugang zu diesem globalen Campus und eine Revolution des akademischen Lebens ist vorrangig auf zwei Dinge zurückzuführen: den Düsenjet, welcher in den 1970er Jahren schon vermehrt für die zivile Luftfahrt eingesetzt wird, sowie die großzügige finanzielle Unterstützung der Universitäten, die für anfallende Kosten im Zusammenhang mit der Teilnahme an Konferenzen aufkommen. So können die Figuren in Kleine Welt, großteils Literaturwissenschaftlerinnen und Literaturwissenschaftler, nach Lust und Laune verschiedenste Kongresse besuchen und sich am Austausch mit Kolleginnen und Kollegen aus aller Welt erfreuen, sei es professioneller oder persönlicher Art.
Wie die meisten Werke von David Lodge ist auch Kleine Welt von Renate Orth-Guttmann ins Deutsche übersetzt worden.

## Inhalt

### Handlung
Inhaltlich setzt sich Kleine Welt aus rund 20 verschiedenen Handlungssträngen zusammen, welche jeweils unterschiedlichen Personen aus dem akademischen Kreis der Literaturwissenschaft durch das Jahr 1979 folgen. Die Geschichten dieser Figuren sind allesamt auf die eine oder andere Weise miteinander verknüpft und so kommt es immer wieder zum Aufeinandertreffen einzelner oder mehrerer Charaktere. Hauptsächlich werden die Geschichten von Persse McGarrige, Morris Zapp und Philip Swallow erzählt.

#### Teil eins
Der junge, irische Dozent Persse McGarrigle besucht im April 1979 die Jahrestagung der Hochschullehrer für Englische Sprache und Literatur, welche in diesem Jahr von der Universität in Rummidge veranstaltet wird. Während es für ihn der erste Tagungsbesuch ist, sind seine Kolleginnen und Kollegen darin schon sehr geübt. Die meisten von ihnen nehmen an mehreren solcher Konferenzen im Jahr teil, um sich dort weiterzubilden, mit Gleichgesinnten auszutauschen und anderweitig zu amüsieren. Während die Tagung in Rummidge organisatorisch eher ein Reinfall ist, stellt sie sich für Persse sowohl beruflich als auch persönlich als äußerst interessant heraus. Einerseits knüpft er erste, wichtige Kontakte in der Kollegschaft: Unter anderem lernt er Morris Zapp, einen einflussreichen amerikanischen Professor, und Philip Swallow, den Organisator der Tagung und Professor in Rummidge, kennen. Andererseits verliebt sich Persse auf den ersten Blick in die wunderschöne Angelica Pabst, eine junge Konferenzteilnehmerin. Neben ihrem Äußeren kann Angelica auch mit ihrer Intelligenz bei Persse punkten, sie ist enorm belesen und lässt sogar Professor Zapp in Fachdiskussionen alt aussehen. Der unerfahrene, katholische Persse beschließt also, Angelica seine Liebe zu gestehen und sie zu fragen, ob sie ihn heiraten möchte. Natürlich verneint diese, doch bevor die beiden ausführlicher über ihre Beziehung sprechen können, werden sie unterbrochen und danach ist Angelica die ganze restliche Tagung unauffindbar.
Morris Zapp und Philip Swallow, die Protagonisten aus David Lodges Ortswechsel und mittlerweile gute Freunde, nutzen die berufliche Zusammenkunft, um sich auch privat ausgiebig auszutauschen. Morris hat zur Zeit viel Streit mit seiner Ex-Frau Désirée, einer reichen Autorin, die trotz ihres höheren Einkommens darauf besteht, dass Zapp die Collegegebühren ihrer gemeinsamen Kinder bezahlt. Philip ist in seiner Ehe auch nicht besonders glücklich und flüchtet, so oft es ihm möglich ist, durch den Vorwand beruflicher Reisen vor seiner Frau Hilary.

#### Teil zwei
Am ersten Morgen nach der Tagung in Rummidge bricht Morris Zapp früh auf, um nach Italien zu fliegen. Er verbringt seinen Sommer meist dort in einer abgelegenen Villa, von welcher aus er zu den zahlreichen Konferenzen und Tagungen in Europa reist. Nach einem kurzen Zwischenstopp am Flughafen in Heathrow und einem netten Gespräch mit der Flughafenmitarbeiterin am Abfertigungsschalter besteigt Zapp das Flugzeug nach Mailand. Dort lernt er eine Professorin für kulturelle Studien an der Universität Padua, Fulvia Morgana, kennen. Die beiden unterhalten sich sehr gut und Morris erfährt von Fulvia, dass ein neuer Lehrstuhl für Literaturkritik ausgeschrieben wird. Dieser von der UNESCO finanzierte Posten ist mit einem steuerfreien Gehalt von 100.000 Dollar im Jahr der höchstdotierte Lehrstuhl der Branche, enthält keinerlei Lehrverpflichtungen und ist an keine Universität gebunden. Wer auch immer diesen Lehrstuhl ergattert, wird also dafür bezahlt, an Publikationen zu arbeiten und auf Kosten der UNESCO diverse Konferenzen in aller Welt zu besuchen. Berater der Berufungskommission des UNESCO-Lehrstuhls ist Arthur Kingfisher, der älteste, reichste und berühmteste, wenn auch bereits pensionierte und intellektuell seit Jahren unproduktive Akademiker der Branche. Aus dem weiteren Gespräch geht heraus, dass sowohl Morris Zapp als auch Fulvia Morgana an diesem Posten interessiert wären.
Nach dem Verschwinden von Angelica hält auch Persse nichts mehr in Rummidge. Er reist kurz nach Professor Zapp ab und macht sich ebenfalls auf den Weg nach Heathrow, um von dort aus nach Hause zu fliegen. Auch er trifft am Flughafen auf die äußerst sympathische Mitarbeiterin der British Airways, eine gewisse Cheryl Summerbee. Wenn sein Herz nicht Angelica gehören würde, könnte Cheryl ihm vielleicht gefallen.

#### Teil drei
In seinem Büro in Limerick erwartet Persse ein Brief der Royal Academy of Literature, der ihm mitteilt, dass er einen Literaturpreis für einige seiner Gedichte und somit tausend Pfund gewonnen hat. Kurzerhand beantragt Persse unbezahlten Urlaub für das kommende Trimester und beschließt, sich, ermöglicht durch diesen finanziellen Zuschuss, auf die Suche nach Angelica zu machen. Bei der offiziellen Preisverleihung, welche wenige Wochen später in London stattfindet, freundet sich Persse mit dem Autor Ronald Frobisher an, der dort einen Preis vergibt. Gemeinsam wandern sie nach dem Event von Kneipe zu Kneipe, bis sie schließlich im Rotlichtbezirk der Stadt, in Soho, landen. Dort sieht er ein Foto von der nackten Angelica auf einem Werbeplakat für ein Nachtlokal. Im Lokal selbst ist sie aber nicht zu finden und der Türsteher weiß nur, dass die Frau auf dem Foto, er nennt sie Lily – scheinbar ein Künstlername –, vor einigen Wochen versetzt worden ist. Persse, der von Angelicas Vergangenheit nur weiß, dass sie als Baby in einem Flugzeug der KLM gefunden und dann vom Piloten und seiner Frau adoptiert worden ist, reist also nach Amsterdam, um weiter nach ihr zu suchen. In Amsterdam trifft Persse auf Morris Zapp, der dort am Internationalen Kongress für Literatursemiotik teilnimmt. Abends verschlägt es auch diese beiden in das Rotlichtviertel der Stadt, die sogenannte „Rosse Buurt“. Dort sieht Persse Angelica wieder auf einem Werbeplakat, diesmal für ein Kino, das live Sexshows anbietet. Das ist für den unschuldigen, keuschen Iren nun endgültig zu viel. Er beendet seine Suche nach Angelica sofort, fliegt zurück nach Hause und verbringt sein restliches freies Trimester damit, Gedichte zu schreiben.
Auch Philip Swallow bricht einige Wochen nach der Tagung in Rummidge wieder aus seinem tristen Alltag aus und tritt eine Vortragsreise in die Türkei, erst nach Ankara und dann weiter nach Istanbul, an. Obwohl Professor Swallow Ankara nicht viel abgewinnen kann, stellt sich der erste Stop seiner Reise als Glücksgriff heraus. Bei einer Feier in der Wohnung eines Mitarbeiters des British Council trifft Philip äußerst unverhofft auf eine alte Bekannte. Joy Simpson, die Frau, mit der er ein paar Jahre zuvor seinen mit Abstand leidenschaftlichsten Seitensprung gehabt hat, und von der er geglaubt hat, sie sei bei einem Flugzeugabsturz gestorben, steht plötzlich vor ihm. Die beiden kommen sich schnell wieder näher und haben schon in der gleichen Nacht im Zug von Ankara nach Istanbul Sex miteinander. Doch es ist nicht nur Lust, sondern auch Liebe zwischen ihnen und vor allem nachdem Philip erfährt, dass Joy eine Tochter hat, die mit sehr großer Wahrscheinlichkeit von ihm ist, steht sein Beschluss fest: Er will Hilary verlassen und Joy heiraten.

#### Teil vier
Nach dem Kongress in Amsterdam und einem weiteren Fixpunkt in seinem vollen Tagungskalender, dem James-Joyce-Symposium in Zürich, kehrt Morris Zapp wieder zurück in die ruhige Villa im ländlichen Italien. Seine Zeit dort verbringt er mit lesen, schreiben, joggen sowie gutem Essen und Trinken. Seine Idylle wird allerdings deutlich gestört, als er plötzlich bei seinem täglichen Waldlauf entführt wird. Die anonymen Entführer versuchen dann, Morris Ex-Frau Désirée zu erpressen und verlangen von ihr eine halbe Million Dollar Lösegeld – die Summe, die sie für die Filmrechte ihres Bestsellerromans bekommen hat. Da Désirée in keinster Weise dazu bereit ist, so viel Geld für ihren Ex locker zu machen, wirkt die Freilassung von Morris Zapp zwischendurch sehr unwahrscheinlich. Als Fulvia Morgana allerdings von dieser Entführung erfährt, ist ihr sofort klar, dass ihr Mann Ernesto, dem sie nach ihrem Kennenlernen mit Zapp davon erzählt hat, dass seine Ex-Frau eine äußerst reiche Autorin ist, diese Information seinen „politischen Freunden“ weitererzählt hat. Fulvia leitet also alle nötigen Schritte ein und Morris Zapp ist wenige Zeit später wieder auf freiem Fuß. Warum er plötzlich grundlos freigelassen wird, weiß aber außer Fulvia und ihrem Mann keiner. Jedenfalls ist Professor Zapp nun gerade rechtzeitig für die Teilnahme an der Tagung über die Zukunft der Literaturkritik in Jerusalem, welche er mitorganisiert hat, wieder auf freiem Fuß. Aufgrund des minimal gehaltenen fachlichen Programms und der vielen Möglichkeiten für Freizeitaktivitäten ist diese Tagung ein voller Erfolg.
Auch Philip Swallow nimmt an der Tagung teil, in Begleitung von Joy. Er nutzt im Moment jede Möglichkeit, sich auf Dienstreisen mit ihr zu treffen. Allerdings geschieht das hinter dem Rücken seiner Frau, denn trotz seiner großen Vornehmungen hat Swallow es noch nicht übers Herz gebracht, ihr die Wahrheit zu erzählen und sich scheiden zu lassen. Joy hält er währenddessen mit der Begründung hin, dass es bisher nicht den richtigen Moment gegeben hat, um Hilary alles zu erklären. Bei der Besichtigung einer ehemaligen Befestigung der jüdischen Armee, nur einer von vielen kulturellen Programmpunkten der Jerusalemer Tagung, treffen Joy und Philip auf dessen jüngsten Sohn Matthew. Dass dieser nach seinem Schulabschluss ein Volontariat in einem Kibbuz begonnen hat, ist Swallow aufgrund seines eigenen hektischen Privatlebens gar nicht recht aufgefallen. Nach diesem Schock in Kombination mit einem ordentlichen Sonnenstich wird Professor Swallow sein ganzes privates Abenteuer zu viel. Er merkt, dass er doch zu Hilary und zu seinem ruhigen Alltag an der Universität Rummidge zurückwill, beendet die Beziehung mit Joy und tut genau das.
Während sich all das zuträgt, befindet sich Persse McGarrigle auf einer wahren Odyssee um die ganze Welt. Nachdem er durch diverse Umstände erfährt, dass Angelica Pabst eine Zwillingsschwester hat und diese, Lily Pabst, diejenige ist, die ihr Geld mit Sexarbeit verdient, startet Persse die Suche nach seiner großen Liebe erneut. Am Flughafen Heathrow erfährt er von Cheryl Summerbee, dass Angelica wenige Tage zuvor von London nach Genf geflogen ist, um in Lausanne an einem internationalen Kongress über T. S. Eliots Werk teilzunehmen. Persse macht sich sofort auf den Weg nach Lausanne, nur um dort am allerletzten Abend des Kongresses anzukommen und Angelica gerade zu verpassen. Weitere Hinweise führen Persse nach Los Angeles, wo er Angelicas Adoptivvater kennenlernt und von ihm erfährt, dass seine Tochter gerade auf einer Tagung in Honolulu ist. Also fliegt Persse auch dorthin und verpasst sie wieder knapp. Allerdings trifft er in Honolulu auf Sybil Maiden, eine pensionierte Professorin, die er von der Tagung in Rummidge kennt und diese meint, Angelica sei mittlerweile in Tokio. So geht es noch eine Weile weiter und Persse reist nach Tokio, Seoul, Hongkong und schließlich auch nach Jerusalem, nur um dort von Morris Zapp informiert zu werden, dass Angelica Pabst an dieser Konferenz ausnahmsweise nicht teilgenommen hat. Professor Zapp rät Persse dann, im Dezember an der Jahrestagung der Modern Language Association (MLA) of America in New York teilzunehmen, dort würde er Angelica bestimmt wiedersehen.

#### Teil fünf
Persse McGarrigle besucht also fast ein halbes Jahr später die Jahrestagung der MLA, die mit Abstand größte Konferenz der Literaturwissenschaften. Dort trifft er auf fast alle Kolleginnen und Kollegen, die er im letzten Jahr kennengelernt hat, nur Angelica ist nicht aufzuspüren. Am dritten Tag findet ein Forum zum Thema „Die Funktion der Kritik“ statt, bei dem Morris Zapp, Philip Swallow, Fulvia Morgana sowie zwei weitere renommierte Professoren Vorträge halten. Gerüchten zufolge entscheiden Arthur Kingfisher und die restliche Berufungskommission je nach Ausgang dieses Forums, an wen der heiß begehrte UNESCO-Lehrstuhl für Literaturkritik vergeben wird. Dieser wirkt nach den Vorträgen allerdings absolut unbeeindruckt von dem soeben Gehörten und bittet lethargisch um Fragen oder Beiträge aus dem Publikum. Als Persse den Vortragenden die Frage „Was tun Sie, wenn alle Ihrer Meinung sind?“ stellt und diese sie nicht beantworten können, wirkt der alte Kingfisher plötzlich total revitalisiert. Er findet die Frage hochinteressant und beschließt, das Forum an dieser Stelle zu beenden.
Endlich trifft Persse auf Angelica. Er wirft alle Keuschheit über Bord und hat sofort im Hotelzimmer mit ihr Sex. Gleich danach gibt die Frau sich aber als Lily Pabst erkenntlich. Persse ist am Boden zerstört, als er merkt, an wen er gerade seine Jungfräulichkeit verloren hat und seine Stimmung sinkt nur weiter, als er von Lily erfährt, dass Angelica verlobt ist. Persse lässt die letzten Monate, seine Reisen und die Suche nach Angelica nochmals revue passieren und muss plötzlich an Cheryl Summerbee vom Londoner Flughafen denken. Plötzlich wird ihm klar, dass diese in ihn verliebt ist und dass er sie genauso liebt. Als Persse kurz darauf bei Arthur Kingfishers Penthouse-Party auf die echte Angelica und ihren Verlobten, einen gewissen Peter McGarrigle, trifft, kann er sich ehrlich für die beiden freuen.
Bei dieser Party wird zu späterem Zeitpunkt verkündet, dass nun doch keiner der Vortragenden vom Forum den UNESCO-Lehrstuhl für Literaturkritik bekommt, sondern dass Arthur Kingfisher ihn selbst übernehmen wird. Seit der von Persse gestellten Frage fühlt dieser nämlich eine schon verloren geglaubte Schaffenskraft in sich und blickt freudig seinen neuen beruflichen Aufgaben entgegen. Zusätzlich löst sich auch noch das allerletzte Rätsel des Buches, nämlich jenes der Findelzwillinge Angelica und Lily. Sybil Maiden, die kurz davor in einem Gespräch mit Persse die Familiengeschichte Angelicas erzählt bekommen hat, gibt sich als die Mutter der Zwillinge bekannt. Sie hat im Alter von 45 Jahren ihre Jungfräulichkeit an keinen anderen als Arthur Kingfisher, einen zu diesem Zeitpunkt verheirateten Mann, verloren, und ist schwanger geworden. Unter dem Vorwand eines Forschungsjahrs ist sie vorübergehend nach New Mexico gezogen, hat die Kinder zur Welt gebracht, sie in einer Reisetasche in ein Flugzeug nach Europa geschmuggelt und dann behauptet, die Zwillinge auf der Toilette gefunden zu haben.
Während die anderen Tagungsteilnehmerinnen und Tagungsteilnehmer noch bis spät in die Nacht hinein die unverhoffte Familienvereinigung sowie die Besetzung des UNESCO-Lehrstuhls feiern, bricht Persse auf, um nach Heathrow zu fliegen und Cheryl Summerbee seine Liebe zu gestehen. An ihrem Schalter angekommen erfährt er von ihrer Kollegin, dass Cheryl vor einigen Tagen gefeuert worden ist und sich jetzt selbst auf Reisen befindet. Und so beginnt Persse McGarrigle zu überlegen, wo er die Suche nach seiner große Liebe nun anfangen soll.

### Wichtige Personen

#### Persse McGarrigle
Persse McGarrigle ist ein junger, irischer Dichter und Dozent für Moderne Englische Literatur am University College in Limerick, einer Hochschule mit agrikulturellem Schwerpunkt. Er kommt aus einfachen Verhältnissen – seine Eltern betreiben einen Bauernhof in der Grafschaft Mayo – und hat für seine akademische Ausbildung Irland nie verlassen. Aufgrund seines äußerst traditionellen und katholischen Umfelds hat Persse eher altmodische Vorstellungen wenn es um das Thema Sexualität geht. Keuschheit vor der Ehe sowie treue Monogamie währenddessen sind für ihn selbstverständlich und Gespräche über Sex machen ihn aufgrund seiner eigenen Unerfahrenheit immer etwas nervös.

#### Angelica Pabst
Angelica Pabst ist ein richtiger „Tagungsjunkie“: sie ist auf fast allen literaturwissenschaftlichen Konferenzen anzutreffen, besucht dort – im Gegensatz zu vielen anderen – primär die wissenschaftlichen Vorträge und nur sekundär die zusätzlichen Unterhaltungsangebote und glänzt in so einigen Diskussionen mit ihrem breiten Fachwissen. Ihre Intelligenz kombiniert mit ihrer Schönheit machen die junge Frau zum Liebling der männlichen Konferenzteilnehmer, allen voran Persse. Angelica ist außerdem eine etwas mysteriöse Frau: keiner weiß genau, welcher Hochschule sie angehört, ob sie überhaupt offiziell zu den Tagungen angemeldet ist und immer wieder verschwindet sie ohne sich zu verabschieden, nur um dann auf der nächsten Konferenz wieder aufzutauchen. Einzig, dass sie aktuell an ihrer Dissertation zum Thema Romanzen schreibt und dass sie ein Findelkind gewesen ist, welches vom Kapitän des Flugzeugs, in dem sie gefunden worden ist, adoptiert wurde, erzählt sie Persse über sich selbst.

#### Morris Zapp
Morris Zapp, der schon aus Ortswechsel bekannte amerikanische Professor des Euporia State Colleges, gehört auch in Kleine Welt wieder zu den Hauptpersonen. Zapps Ehe, die in Ortswechsel schon auf wackligen Beinen gestanden ist, ist nun endgültig geschieden worden, er hat dem Sex abgeschworen und mit dem Joggen – welches er verabscheut – begonnen, einige weitere erfolgreiche Arbeiten publiziert und ist in seinen Fachkreisen recht angesehen. Seine Ex-Frau Désirée hat ein paar Jahre vor den Geschehnissen in Kleine Welt einen teils autobiographischen Bestsellerdebütroman über die Ehe mit einem chauvinistischen Ekelpaket geschrieben und damit viel Geld gemacht. Nun kämpft sie einerseits gegen eine Schreibblockade an und andererseits dafür, dass Morris die Collegegebühren ihrer gemeinsamen Kinder bezahlt, und das obwohl sie bedeutend mehr Geld hat als er.

#### Philip Swallow
Mit Philip Swallow wird auch die Geschichte des zweiten Protagonisten aus Ortswechsel in Kleine Welt weitererzählt. Dieser ist in den letzten zehn Jahren vom einfachen Dozenten zum Professor befördert worden und hat nun den Lehrstuhl für Englische Literatur an der Universität in Rummidge inne. Außerdem hat er endlich ein – wenn auch äußerst unerfolgreiches – Buch über William Hazlitt veröffentlicht. Im Gegensatz zu den Zapps haben Philip Swallow und seine Frau Hilary ihrer Ehe noch eine Chance gegeben und sind nach wie vor zusammen. Besonders zufrieden sind die beiden allerdings nicht: In ihrer Beziehung mangelt es sowohl an körperlicher Nähe als auch an ausgeglichenen Rollenverhältnissen. Hilary, die ihre eigene akademische Karriere für die ihres Mannes sowie für die mittlerweile erwachsenen Kinder aufgegeben hat, versucht nun beruflich wieder Fuß zu fassen, während Philip sie das ein oder andere Mal mit jungen Studentinnen oder auf seinen akademischen Reisen betrügt.

#### Arthur Kingfisher
Arthur Kingfisher, der Doyen der internationalen Gemeinschaft der Literaturtheoretikerinnen und Literaturtheoretiker, ist der mit Abstand berühmteste und reichste Akademiker seiner Branche. Aufgrund seines hohen Alters ist er bereits im Ruhestand, besucht aber immer noch viele Tagungen und wirkt als beratender Redakteur für Fachzeitschriften und Konsultant für Universitätsverlage. An innovativen, eigenen Gedanken aber mangelt es ihm in den letzten Jahren und wenn er Vorträge hält, wiederholt er nur seine jahrzehntealten Theorien. Kingfisher wird leider nicht nur von intellektueller, sondern auch von sexueller Impotenz geplagt, die für sein Alter zwar absolut nicht ungewöhnlich ist, ihn aber trotzdem sehr stört, vor allem weil er gerne mit seiner langjährigen Sekretärin und Liebhaberin Song-mi Lee, einer jungen Koreanerin, Sex hätte.

#### Cheryl Summerbee
Cheryl Summerbee arbeitet als Mitarbeiterin des Bodenpersonals der British Airways am Londoner Flughafen Heathrow, welchen die meisten der jet-settenden Akademikerinnen und Akademiker das ein oder andere Mal durchqueren. Durch ihre Arbeit am Abfertigungsschalter im Terminal 1 kommt sie mit einigen von ihnen auch persönlich ins Gespräch. Cheryl Summerbee glaubt fest an die große Liebe und vertreibt sich ihre freie Zeit während der Arbeit mit dem Lesen anspruchsloser Liebesromane. Außerdem beobachtet sie die Reisenden gerne und macht sich einen Spaß damit, den Leuten je nach Sympathie gute oder schlechte Plätze im Flugzeug zuzuweisen. Wenn alleinstehende Fluggäste besonders nett zu ihr ist, bemüht sie sich auch, die Plätze neben diesen mit möglichst attraktiven Reisenden des anderen Geschlechts zu füllen. Selbst hat sie allerdings bis jetzt wenig Glück mit den Männern gehabt, was sie vor allem darauf zurückführt, dass sie mit dem Sex bis zur Hochzeit warten möchte.

## Form
Kleine Welt ist in fünf Teile gegliedert, denen ein kurzer Prolog voransteht. Die Teile umfassen jeweils zwei Kapitel, mit Ausnahme von Teil vier, welcher drei Kapitel enthält. Die Teile eins bis vier sind mit circa 90 Seiten fast genau gleich lang, Teil fünf ist mit 30 Seiten der mit Abstand kürzeste. Der gesamte Roman ist in der dritten Person geschrieben, die Erzählperspektive wechselt aber wiederholt zwischen rund zwanzig Figuren hin und her, wobei der Fokus primär auf Persse McGarrigle und sekundär auf Morris Zapp und Philip Swallow liegt.
Im Prolog wird die moderne Tagung mit der mittelalterlichen, christlichen Pilgerfahrt verglichen. Hier verweist Lodge sowohl inhaltlich als auch direkt namentlich auf Geoffrey Chaucers Canterbury Tales, eine Sammlung von Erzählungen, die sich die Teilnehmer einer Pilgergruppe gegenseitig erzählen, während sie nach Canterbury wandern.
Der erste Teil von Kleine Welt handelt von der Tagung in Rummidge im April und stellt die wichtigsten Charaktere vor. Das Erzähltempo ist hier recht gemäßigt, auf circa 90 Seiten werden die Ereignisse von zwei Tagen geschildert und das auch nur aus zwei Perspektiven, jener von Persse McGarrigle und jener von Professor Zapp.
Der zweite Teil umfasst zwar ebenfalls nur einen kurzen Zeitraum von einem Tag, stellt aber in diesem durch diverse Perspektivenwechsel fast alle anderen Figuren vor. Erst werden abwechselnd auf je ein paar Seiten die neuen Charaktere beschrieben: wer sie sind, wo sie sich gerade befinden, was sie machen und was sie in diesem Moment beschäftigt. Danach wird immer wieder zwischen den verschiedenen Handlungssträngen hin und her gewechselt und so die Geschichten weiter ausgeführt. Die Wege mancher Figuren kreuzen sich bereits hier. Im Gegensatz zum ersten Teil wirkt der Erzählstil dieses Teils deutlich dynamischer und schnelllebiger.
Im dritten und vierten Teil, welche jeweils die Geschehnisse mehrerer Monate umfassen, werden die einzelnen Handlungsstränge weitererzählt. Die meisten der Figuren befinden sich auf Reisen und so kommt es überall auf der Welt zum Zusammentreffen bekannter Gesichter: Im dritten Teil passiert das zum Beispiel bei einer Literaturpreisverleihung in London, einem Kongress für Literatursemiotik in Amsterdam oder in der Wohnung eines Mitarbeiters des British Council in Ankara und im vierten Teil unter anderem in Zürich, Wien, Heidelberg, Lausanne, Honolulu, Tokio, Seoul und Jerusalem. In diesen beiden Teilen wird das Erzähltempo kontinuierlich beschleunigt, der Wechsel zwischen verschiedenen Schauplätzen wird immer hektischer und auch inhaltlich werden die einzelnen Geschichten immer absurder und abenteuerlicher. Der Höhepunkt bahnt sich merklich an.
Zwischen Teil vier und fünf befindet sich ein Zeitsprung von circa einem halben Jahr. Der letzte Teil handelt von der Jahresversammlung der Modern Language Association of America in New York im Dezember. Hier werden alle Handlungsstränge wieder zusammengeführt, es kommt zu einem fulminanten Höhepunkt und der plötzlichen Auflösung aller Rätsel, Unsicherheiten und Probleme. Das Tempo dieses Teils wirkt deutlich entschleunigt: Er umfasst inhaltlich nur einen Tag und alle Figuren befinden sich gemeinsam an einem Schauplatz. Obwohl auf den letzten Seiten einige unerwartete Dinge passieren, kehrt zumindest bei den drei Protagonisten am Buchende etwas Ruhe ein. Alle drei befinden sich in ähnlichen Situationen wie zu Beginn der Geschichte: Morris Zapp hat doch nicht den UNESCO-Lehrstuhl ergattert, Philip Swallow ist nach einem großen romantischen Abenteuer schließlich zu seiner Ehefrau zurückgekommen und Persse McGarrigle hat sich wieder unsterblich verliebt, weiß aber erneut nicht, wo die Frau seines Herzens sich gerade befindet.
David Lodge spielt in Kleine Welt mit diversen intertextuellen Referenzen auf andere literarische Werke an. Einerseits verwenden seine Figuren oft direkte Zitate aus verschiedenen Klassikern der Literatur, darunter zum Beispiel T. S. Eliots Waste Land, Edmund Spensers Faerie Queene, mehrere Gedichte von William Butler Yeats und eben Geoffrey Chaucers Canterbury Tales. Andererseits übernimmt Lodge sowohl inhaltlich als auch im Bezug auf einige seiner Charaktere Elemente aus der Legende um den Heiligen Gral. So ist Persse McGarrigle deutlich dem Parzival nachempfunden, einem jungen Ritter auf der Suche nach dem heiligen Gral, welchen in seinem Fall Angelica darstellt. Arthur Kingfisher ist an den Fischerkönig der Gralslegende angelehnt, dessen charakteristische Verwundung der unteren Extremitäten in Kleine Welt zur Impotenz umgeschrieben wird.

## Stellung in der Literaturgeschichte

### Einordnung in das Werk des Autors
Kleine Welt ist David Lodges siebter Roman und ist 1984 veröffentlicht worden. Als zweiter Teil seiner „Campus-Trilogie“ wird dieser umrahmt von Ortswechsel (1975) und Saubere Arbeit (1988). Inhaltlich orientiert sich Lodge bei seinen Universitätsromanen am aktuellen Zeitgeist der akademischen Kreise. Während er den Fokus in Ortswechsel auf Studentenaufstände und in Saubere Arbeit auf die Unterfinanzierung der Universitäten legt, steht in Kleine Welt das globale Akademikertum in Zeiten technischer Neuerungen im Mittelpunkt.
Wie bei den meisten seiner Romane stammt auch der Stoff für Kleine Welt aus persönlichen Erfahrungen des Autors. David Lodge hat zwischen 1960 und 1986 Englische Literatur an der Universität in Birmingham unterrichtet und in diesem Zeitraum selbst zahlreiche Tagungen besucht, die ihm später als Inspiration gedient haben. Die konkrete Idee für den Roman ist ihm 1979 beim James-Joyce-Symposium in Zürich gekommen und Lodge hat es passend gefunden, die Handlung dann auch in diesem Jahr spielen zu lassen.
Während die ersten Werke des britischen Autors realistische, trockene und teilweise sehr deutlich autobiografische Romane sind, schlägt Lodge bei seinen Universitätsromanen einen komischeren, satirischen Ton an. Diesen hat er zuvor nur in einem seiner Werke, Adamstag (engl.: The British Museum is Falling Down), ausprobiert, er entwickelt sich aber im Lauf der Zeit zu David Lodges ikonischem Schreibstil.
Eine zentrale Thematik in David Lodges Werken ist der Katholizismus und damit einhergehende soziale und kulturelle Aspekte. Vor allem in seinen frühen Romanen fungiert der katholische Glaube oft als tragendes Handlungselement. In den Büchern der Campus-Trilogie hingegen ist Religion eher eine Randthematik, obwohl auch hier einzelne Charaktere, in Kleine Welt zum Beispiel Persse, recht katholisch sind und ihre Wertvorstellungen, Entscheidungen und Handlungen durch ihren Glauben beeinflusst werden.

### Stellung in der Literaturgeschichte
Kleine Welt ist ein klassisches Beispiel des satirischen Universitätsromans der Nachkriegszeit. Genauer lässt es sich dem Subgenre des „Staff-Centered Campus Novel“ zuordnen, in welchem der Fokus auf den Angestellten einer Universität liegt und die Gruppe der Studierenden nur schematisch skizziert oder gar ganz ausgeblendet wird.
Während die frühen „Campus Novels“ des 19. Jahrhunderts traditionellerweise eine der geschichtsträchtigen Oxbridge-Universitäten als Schauplatz nutzen und eher sentimentale Geschichten erzählen, kommt es im 20. Jahrhundert und vor allem ab den 1950er Jahren einerseits zu einer deutlichen Auflockerung des Stils, andererseits spielen sich die Handlungen immer öfter an jüngeren, weniger angesehenen Universitäten ab. Zurückgeführt wird das oft auf den Education Act in 1944, welcher im Vereinigten Königreich die Schulpflicht bis zum 15. Lebensjahr eingeführt und die sekundäre Bildung schulgeldfrei gemacht hat. Daraus folgt in den Jahrzehnten darauf ein Ausbau des Universitätsangebots, um die größeren Mengen an Studierenden, vermehrt auch aus der Arbeiterklasse, aufnehmen zu können. Viele dieser Studentinnen und Studenten aus der Mittelschicht wählen jüngere, weniger prestigeträchtige und vornehme Universitäten als Studienort aus. Es ist also bezeichnend für die 1970er und 80er Jahre, dass David Lodges „Campus-Trilogie“ die fiktive Universität Rummidge, welche oft mit der 1900 gegründeten Universität Birmingham verglichen wird, als ihren zentralen Schauplatz hat.
Gemeinsam mit Malcolm Bradbury wird David Lodge oft als wichtigster und einflussreichster Autor für das Genre des Universitätsromans der Nachkriegszeit genannt. Lobend hervorgehoben werden vor allem seine treffenden Abbildungen des aktuellen Hochschuldiskurses, seine intertextuellen Elemente sowie sein komisch-satirischer Schreibstil.

### Textausgaben
Originalausgaben
- David Lodge: Small World. An Academic Romance. Secker and Warburg, London 1984, ISBN 0-436-25663-0.
- David Lodge: Small World. Vintage, London 2011, ISBN 978-0-09-955416-5.

Deutsche Ausgaben
- David Lodge: Schnitzeljagd. Übersetzt von Renate Orth-Guttmann. List, München 1985, ISBN 3-471-78032-7.
- David Lodge: Kleine Welt. Eine Akademische Romanze. Übersetzt von Renate Orth-Guttmann. Haffmans, Zürich 1996, ISBN 3-251-00312-7.

### Sekundärliteratur
- Bernard Bergonzi: David Lodge. Liverpool University Press, Liverpool 1995.
- Ingrid Buchegger: David Lodge, “Small World” (Book Review). In: Arbeiten aus Anglistik und Amerikanistik. Vol. 10, Nr. 1, Jänner 1985, S. 326.
- Markus Felsberger: The Campus Novel: An Intercultural Comparison. Diplomarbeit. Universität Wien, 2008.
- Sonja Kainzbauer: Selektive Übersetzungskritik der Metaphern in David Lodges Small World in der deutschen Übersetzung Schnitzeljagd von Renate Orth-Guttmann. Diplomarbeit. Universität Wien, 1991.
- Thomas Kühn: Two Cultures, Universities and Intellectuals. Der englische Universitätsroman der 70er und 80er Jahre im Kontext des Hochschuldiskurses. Gunter Narr Verlag, Tübingen 2002.
- Siegfried Mews: The Professor's Novel. David Lodge's Small World. In: MLN. Vol. 104, Nr. 3, April 1989, S. 713–726.
- Ulrich Rois: Die Figur des Fischerkönigs in der erzählenden Literatur seit den Fünfzigerjahren des 20. Jahrhunderts im Vergleich mit der mittelalterlichen Gralsliteratur. Diplomarbeit. Universität Wien, 2007.
- Harriet Waugh: Grand Lodge. In: The Spectator. 7. April 1984.
- Wolfgang Weiß: Der anglo-amerikanische Universitätsroman. Eine historische Skizze. Wissenschaftliche Buchgesellschaft, Darmstadt 1994.
- Kenneth Womack: Academic Satire. The Campus Novel in Context. In: Brian W. Shaffer (Hrsg.): A Companion to the British and Irish Novel 1945–2000. Blackwell, Malden 2005.